# Suberites glasenapii
Suberites glasenapii är en svampdjursart som beskrevs av Merejkowski 1879. Suberites glasenapii ingår i släktet Suberites och familjen Suberitidae. Inga underarter finns listade i Catalogue of Life.